# Manantheri
Manantheri es una ciudad censal situada en el distrito de Kannur en el estado de Kerala (India). Su población es de 14667 habitantes (2011). Se encuentra a 28 km de Kannur y a 74 km de Kozhikode.

## Demografía
Según el censo de 2011 la población de Manantheri era de 14667 habitantes, de los cuales 6936 eran hombres y 7731 eran mujeres. Manantheri tiene una tasa media de alfabetización del 93,39%, inferior a la media estatal del 94%: la alfabetización masculina es del 96,10%, y la alfabetización femenina del 91,01%.